# اچ‌دی ۱۲۹۶۸۵
اچ‌دی ۱۲۹۶۸۵ یک ستاره است که در صورت فلکی قنطورس قرار دارد.